# Halophytum ameghinoi
Halophytum ameghinoi (Speg.) Speg., 1902 è una pianta angiosperma dell'ordine Caryophyllales. È l'unica specie nota del genere Halophytum Speg., 1902 e della famiglia Halophytaceae A.Soriano, 1984.

## Distribuzione e habitat
Questa specie è un endemismo dell'Argentina.